# 辛謐
辛谧（？—351年），字叔重，晋朝陇西郡狄道县（今甘肃省临洮县）人。幽州刺史辛怡之子。
辛谧性情恬静，年轻时有志尚，不好交游，博学善文章。工于草书、隶书。朝廷多次征召不就。晋怀帝永嘉末年，以辛谧兼散骑常侍，入关中抚慰。长安陷落，被刘聪所俘。刘聪征拜太中大夫，固辞不受。历经后赵石勒、石虎之世，拒不出仕。冉闵夺取后赵政权，建立冉魏国，征辛谧为太常，辛谧绝食而死。 

## 延伸阅读
[在维基数据编辑]
 《晉書·卷094》，出自房玄齡《晉書》